# Pseudoeconesus hendersoni
Pseudoeconesus hendersoni är en nattsländeart som beskrevs av Ward 1997. Pseudoeconesus hendersoni ingår i släktet Pseudoeconesus och familjen Oeconesidae. Inga underarter finns listade i Catalogue of Life.